# James A. Contner
James A. Contner (* 12. Juni 1947 in den USA) ist ein US-amerikanischer Kameramann und Fernsehregisseur, spezialisiert auf Serien.

## Leben und Wirken
Contner begann seine berufliche Laufbahn zu Beginn der 70er Jahre als Kameraassistent. In dieser Funktion war er 1974 auch an Steven Spielbergs Schocker Der weiße Hai beteiligt. Beginnend mit dem 1977 gedrehten, ersten Superman-Film arbeitete Contner als einfacher Kameramann. Seit 1979, als er bei William Friedkins in der New Yorker Schwulenszene spielenden Thriller Cruising debütierte, arbeitete Contner als Chefkameramann. In dieser Funktion fotografierte er vor allem actionhaltige Stoffe, seit Mitte der 80er Jahre konzentrierte sich Contner auf das Serienfernsehen (unter anderem Miami Vice).
Seit seinem Debüt bei einer 1986 gedrehten Folge der Serie Crime Story konzentrierte sich James Contner auf die Arbeit als Fernsehregisseur. In dieser Funktion stellte er eine große Anzahl an Folgen beliebter Serien her: neben Miami Vice auch Der Nachtfalke, 21 Jump Street, Kampf gegen die Mafia und seaQuest DSV. Seit der Jahrtausendwende inszenierte Contner vor allem im Science-Fiction-, Fantasy- und Horrorgenre. Er drehte einige wenige Folgen von Roswell, Smallville, Star Trek: Enterprise und Charmed – Zauberhafte Hexen, war aber in den frühen 2000er Jahren vor allem mit dem Gros der Folgen der überaus erfolgreichen Vampirjägerin-Serie Buffy – Im Bann der Dämonen und dem Buffy-Spin Off Angel – Jäger der Finsternis beschäftigt. Seit dem Jahr 2007 drehte Contner auch wieder einzelne, nicht Serien zugehörige Fernsehfilme, darunter Shark Swarm – Angriff der Haie.

## Filmografie (Auswahl)
Kamera
- 1980: Cruising
- 1980: Times Square – Ihr könnt uns alle mal (Times Square)
- 1981: Nachtfalken (Nighthawks)
- 1981: Der ausgeflippte Professor (So Fine)
- 1983: Kopfjagd (Eddie Macon’s Run)
- 1983: Der Fighter (Tough Enough)
- 1983: Der weiße Hai 3-D (Jaws 3-D)
- 1984: Beach Parties
- 1984: Flamingo Kid
- 1984: Karussell der Puppen (Paper Dolls, Fernsehserie)
- 1985: Der Tanz des Drachen (The Last Dragon)
- 1985: Miami Vice (Fernsehserie)
- 1986: Holt Harry raus! (Let’s Get Harry)
- 1986: Heat – Nick, der Killer (Heat)
- 1986–1987: Crime Story (Fernsehserie)
- 1988: Der Affe im Menschen (Monkey Shines)

Regie
- 1990: Hitler’s Daughter (Fernsehfilm)